# Wake Up Call (bài hát của Maroon 5)
"Wake Up Call" là bài hát của nhóm nhạc Maroon 5 từ album phòng thu thứ hai của họ It Won't Be Soon Before Long. Nó đã được phát hành làm đĩa đơn thứ hai cho album ngày 7 tháng 8 năm 2007 tại Mỹ.

## Danh sách bài hát
| CD Promo | CD Promo                         | CD Promo   |
| STT      | Nhan đề                          | Thời lượng |
| -------- | -------------------------------- | ---------- |
| 1.       | "Wake Up Call" (Phiên bản album) | 3:21       |

| UK 2-track CD single | UK 2-track CD single             | UK 2-track CD single |
| STT                  | Nhan đề                          | Thời lượng           |
| -------------------- | -------------------------------- | -------------------- |
| 1.                   | "Wake Up Call" (Phiên bản album) | 3:21                 |
| 2.                   | "Story" (Non-LP Version)         | 4:30                 |

| Australia 2-track CD single 1744499 | Australia 2-track CD single 1744499 | Australia 2-track CD single 1744499 |
| STT                                 | Nhan đề                             | Thời lượng                          |
| ----------------------------------- | ----------------------------------- | ----------------------------------- |
| 1.                                  | "Wake Up Call" (Phiên bản album)    | 3:21                                |
| 2.                                  | "Losing My Mind" (Non-LP Version)   | 3:21                                |

| CD Single [Enhanced] | CD Single [Enhanced]                                      | CD Single [Enhanced] |
| STT                  | Nhan đề                                                   | Thời lượng           |
| -------------------- | --------------------------------------------------------- | -------------------- |
| 1.                   | "Wake Up Call" (Phiên bản album)                          | 3:21                 |
| 2.                   | "Losing My Mind" (Non-LP Version)                         | 3:21                 |
| 3.                   | "Makes Me Wonder" (Harry Choo Choo Romero's Bambossa Mix) | 6:06                 |
| 4.                   | "Wake Up Call" (Video)                                    |                      |
| 5.                   | "Won't Go Home Without You" (Video)                       |                      |

## Xếp hạng
| Bảng xếp hạng (2007)                  | Vị trí cao nhất |
| ------------------------------------- | --------------- |
| Anh Quốc (OCC)                        | 33              |
| Áo (Ö3 Austria Top 40)                | 17              |
| Bỉ (Ultratip Flanders)                | 3               |
| Bỉ (Ultratip Wallonia)                | 10              |
| Canada (Canadian Hot 100)             | 6               |
| Đan Mạch (Tracklisten)                | 26              |
| Đức (GfK)                             | 41              |
| Châu Âu Hot 100 Singles (Billboard)   | 46              |
| Hà Lan (Dutch Top 40)                 | 20              |
| Hoa Kỳ Billboard Hot 100              | 19              |
| Hoa Kỳ Adult Contemporary (Billboard) | 19              |
| Ireland (IRMA)                        | 35              |
| New Zealand (Recorded Music NZ)       | 32              |
| Thụy Sĩ (Schweizer Hitparade)         | 12              |
| Úc (ARIA)                             | 19              |
| Ý (FIMI)                              | 8               |

| Bảng xếp hạng (2007)     | Vị trí |
| ------------------------ | ------ |
| Australian Singles Chart | 96     |

## Phiên bản remix
Mark Ronson thu một bản remix của "Wake Up Call", và phiên bản này đã được phát hành ngày 13 tháng 11 năm 2007 trên iTunes. Phiên bản này có sự góp giọng của Mary J. Blige.
Bài hát cũng có mặt trong International Tour edition của album It Won't Be Soon Before Long.

### Danh sách bài hát
| Digital Download Single | Digital Download Single                                  | Digital Download Single |
| STT                     | Nhan đề                                                  | Thời lượng              |
| ----------------------- | -------------------------------------------------------- | ----------------------- |
| 1.                      | "Wake Up Call" (Mark Ronson Remix [feat. Mary J. Blige]) | 3:12                    |